# Framont
Framont è un comune francese di 180 abitanti situato nel dipartimento dell'Alta Saona nella regione della Borgogna-Franca Contea.

## Storia

### Simboli
Lo stemma è stato adottato 22 gennaio 2024. La parte superiore riporta le armi della Franca Contea; la colomba è attributo di  san Remigio e le chiavi sono quelle di san Pietro; la linea di partizione ondata rappresenta il fiume Salon che attraversa il comune.

## Società

### Evoluzione demografica
Abitanti censiti